# Денис Теофиков
Денис Атешхан Теофиков (Софија, 20. јул 2000 — Софија, 24. октобар 2021) био је бугарски поп-фолк певач.

## Смрт
Преминуо је у 21. години 24. октобра 2021. године након пада са седмог спрата зграде, а у том случају је покренут преткривични поступак. На сахрани 29. октобра на Централном софијском гробљу присуствовали су бројни рођаци и колеге извођача из поп фолк еснафа.

## Дискографија

### Спотови
| Спот | Година | Режисер                 |
| ---- | ------ | ----------------------- |
|      | 2018   | Николај Нанков          |
|      | 2018   | Георги Марков           |
|      | 2019   | Виктор Антонов          |
|      | 2019   | Виктор Антонов          |
|      | 2019   | Људмил Иларионов-Љуси   |
|      | 2019   | Људмил Иларионов-Љуси   |
|      | 2020   | Diamond Beat Production |
|      | 2020   | Стефан Маринов          |
|      | 2020   | Стефан Маринов          |
|      | 2020   | Георги Марков           |
|      | 2020   | Diamond Beat Production |
|      | 2021   | Људмил Иларионов-Љуси   |
|      | 2022   | Валери Милев            |
|      | 2022   | Валери Милев            |